# Maguba Sirtlanova
Maguba Guseynovna Sirtlanova (en ruso: Магуба Гусейновна Сыртланова, en tártaro: Мәгубә Хөсәен кызы Сыртланова; Belebéi, 2 de juliojul./ 15 de julio de 1912greg. – Kazán, 1 de octubre de 1971) fue una aviadora soviética que sirvió durante la Segunda Guerra Mundial en el 588.º Regimiento de Bombardeo Nocturno (325.° División Aérea de Bombarderos Nocturnos, 4.° Ejército Aéreo, Segundo Frente Bielorruso), más tarde rebautizado como 46.° Regimiento Aéreo de Bombarderos Nocturnos de la Guardia. Uno de los tres regimientos aéreos creados por Marina Raskova e integrados únicamente por mujeres. Por sus heroicas acciones durante la guerra recibió el título de Heroína de la Unión Soviética (15 de mayo de 1946) además alcanzó el grado militar de teniente primero. Era de etnia tártara y fue miembro del Partido Comunista de la Unión Soviética desde 1941.

## Biografía

### infancia y juventud
Maguba Sirtlanova nació el 15 de julio de 1912 en Belebéi, Baskortostán, Imperio ruso en el seno de una familia de origen tártaro. En 1927, tras completar su educación secundaria, se matriculó en la Facultad de Química de Kazán. Aunque no pudo terminar sus estudios porque tuvo que mudarse a la RSS de Uzbekistán con su hermano mayor. Después de mudarse brevemente, trabajó en Kokand como operadora de telégrafos desde diciembre de 1929 hasta enero de 1930 antes de pasar a trabajar en una fábrica de seda en Margilon, donde más tarde se convirtió en secretaria del Komsomol.
En 1931, completó su formación para convertirse en topógrafo en Taskent, después realizó trabajos de campo para la división de Asia Central de la flota aérea civil. Después de continuar sus estudios en Leningrado, fue ascendida a topógrafo sénior de la dirección regional de Aeroflot de Asia Central. en enero de 1933, ingresó en la Escuela de Vuelo de Bashalov y completó su formación teórica, pero fue expulsada en octubre de ese año sin explicación alguna. Sin darse por vencida, trabajó como mecánica de aviones en Tbilisi, donde finalmente pudo perseguir su sueño de aprender a volar. Después de graduarse en el club de vuelo local de Tbilisi en 1935, pasó a trabajar como instructora de vuelo en la escuela. De enero de 1936 a enero de 1937, enseñó en la Escuela de Planeadores de Tblisi. Después de dejar la escuela de planeadores, regresó al aeroclub de Tbilisi, donde entrenó a 156 pilotos antes de que estallara la guerra en julio de 1941.

### Segunda Guerra Mundial
Después de la invasión alemana de la Unión Soviética, fue llamada a filas por el Comisariado Militar de la ciudad de Tbilisi. Inicialmente continuó enseñando en Tbilisi, ya que el club de vuelo en el que trabajaba se convirtió en la 26.ª Escuela de Pilotos de Aviación Militar. Después de que las fuerzas del Eje lograron importantes avances territoriales y se acercaran al Cáucaso en septiembre de 1942 (véase Batalla del Cáucaso), la escuela tuvo que cerrar. Luego sirvió brevemente como comandante de vuelo en un escuadrón médico en el Frente Transcaucásico antes de unirse al 588.º Regimiento de Aviación de Bombarderos Nocturnos en noviembre. Uno de los tres regimientos de aviación formados por mujeres, fundados por Marina Raskova y liderado por la mayor Yevdokía Bershánskai. El regimiento estaba  formado íntegramente por mujeres voluntarias, desde los técnicos hasta los pilotos, todas ellas de una edad cercana a los veinte años.
Después de llegar al regimiento en diciembre de 1942, rápidamente se ganó la reputación de ser una piloto segura, orientada y exitosa. A pesar de su relativa falta de experiencia en combate debido a que llegó tarde al frente, finalmente ganó el ascenso de piloto a comandante de vuelo, en parte debido a su gran experiencia antes de la guerra pilotando el tipo de avión utilizado por el regimiento, el viejo biplano Polikarpov Po-2.
El 8 de febrero de 1943, el 588.º Regimiento de Bombardero Nocturno recibió el rango de Guardias y pasó a llamarse 46.º Regimiento de Bombardeo Nocturno de la Guardia, y un poco más tarde recibió el nombre honorífico de «Taman» por su destacada actuación durante los duros combates aéreos en la península de Tamán, en 1943 (véase batalla del cruce del Kubán). No mucho después de que la unidad fuera honrada con la designación de «Guardias», Sirtlanova recibió la Orden de la Bandera Roja por completar 104 salidas de combate exitosas.
Continuó combatiendo a lo largo de la toda guerra, completando 100 salidas de combate durante la Operación Kerch-Eltigen (septiembre-octubre de 1943) y 172 en la Ofensiva de Crimea (abril-mayo de 1944), llegando a realizar ocho salidas en una sola noche, durante una misión en que destruyó una batería de artillería. Al final de la guerra había alcanzado el puesto de subcomandante de escuadrón, y el 20 de junio de 1945, fue nominada para el título de Héroe de la Unión Soviética por haber realizado 780 salidas, arrojado 104 toneladas de bombas en territorio enemigo y guiado de manera segura su avión a través del intenso fuego antiaéreo y el mal tiempo, destruyendo tres baterías de artillería, dos reflectores, dos trenes, un depósito de combustible y cuatro vehículos terrestres. Se le concedió el título el 15 de mayo de 1946.

### Posguerra

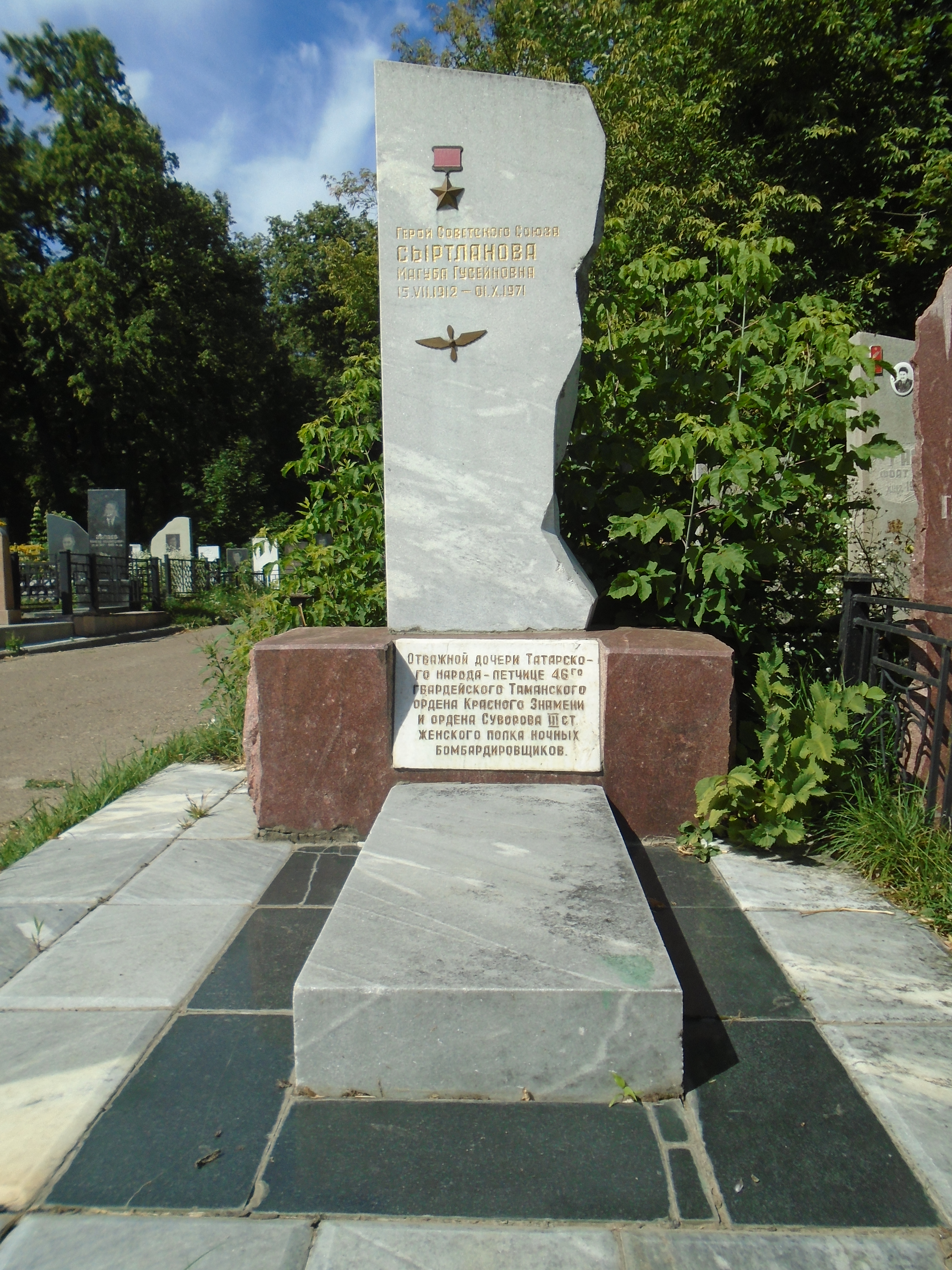
Sepultura de Maguba Sirtlanova situada en el cementerio tártaro de Kazán

Sirtlanova permaneció en la Fuerza Aérea, con base en Polonia, hasta que fue desmovilizada en octubre de 1945. Luego se mudó de nuevo a Tiflis donde trabajó como gerente de la flota aérea civil desde diciembre de 1945 hasta enero de 1948. Se casó con Maksim Fiodorovich Babkin y tuvieron dos hijas, Svetlana y Natalia. En 1950 se mudaron a Kazán, donde trabajó en una fábrica de piezas de aviones y misiles hasta 1962 en que se jubiló.
Murió el 1 de octubre de 1971, a los 61 años de edad, después de una prolongada enfermedad y fue enterrada en el cementerio tártaro de Kazán.

## Condecoraciones

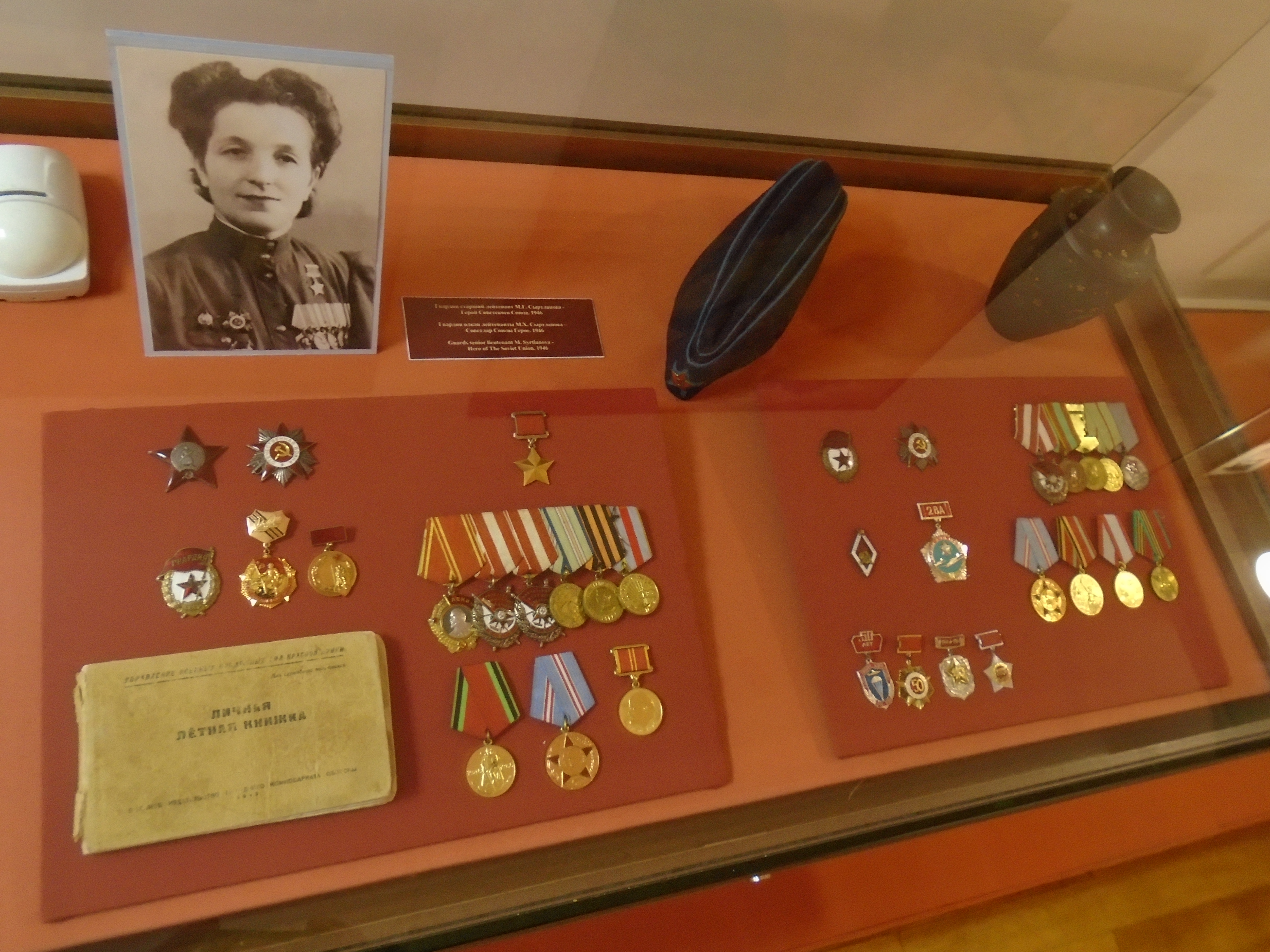
Sus condecoraciones expuestas en el Museo Nacional de la República de Tartaristán.

A lo largo de su vida Maguba Sirtlanova recibió las siguientes condecoraciones
|  | Héroe de la Unión Soviética (n.º 8261; 15 de mayo de 1946)                                             |
|  | Orden de Lenin (15 de mayo de 1946)                                                                    |
|  | Orden de la Bandera Roja, dos veces                                                                    |
|  | Orden de la Guerra Patria de 2.do grado                                                                |
|  | Orden de la Estrella Roja                                                                              |
|  | Medalla Conmemorativa por el Centenario del Natalicio de Lenin «Al valor militar»                      |
|  | Medalla por la Defensa del Cáucaso (1944)                                                              |
|  | Medalla por la Liberación de Varsovia (1945)                                                           |
|  | Medalla por la Victoria sobre Alemania en la Gran Guerra Patria 1941-1945 (1945)                       |
|  | Medalla Conmemorativa del 20.º Aniversario de la Victoria en la Gran Guerra Patria de 1941-1945 (1965) |
|  | Medalla del 50.º Aniversario de las Fuerzas Armadas de la URSS                                         |